# Kanton Frangy
Der Kanton Frangy war von 1860 bis 2015 ein französischer Wahlkreis im Département Haute-Savoie. Er umfasste zwölf Gemeinden; sein Hauptort (frz.: chef-lieu) war Frangy. Die landesweiten Änderungen in der Zusammensetzung der Kantone brachten im März 2015 seine Auflösung.

## Gemeinden
| Gemeinde         | Einwohner Jahr | Fläche km² | Bevölkerungsdichte | Code INSEE | Postleitzahl |
| ---------------- | -------------- | ---------- | ------------------ | ---------- | ------------ |
| Chaumont         | 432 (2013)     | 12,4       | 35 Einw./km²       | 74065      | 74270        |
| Chavannaz        | 196 (2013)     | 3,2        | 61 Einw./km²       | 74066      | 74270        |
| Chessenaz        | 196 (2013)     | 5,2        | 38 Einw./km²       | 74071      | 74270        |
| Chilly           | 1130 (2013)    | 18,6       | 61 Einw./km²       | 74075      | 74270        |
| Clarafond-Arcine | 898 (2013)     | 16,9       | 53 Einw./km²       | 74077      | 74270        |
| Contamine-Sarzin | 607 (2013)     | 6,9        | 88 Einw./km²       | 74086      | 74270        |
| Éloise           | 844 (2013)     | 9,0        | 94 Einw./km²       | 74109      | 74910        |
| Frangy           | 2019 (2013)    | 9,7        | 208 Einw./km²      | 74131      | 74270        |
| Marlioz          | 763 (2013)     | 8,1        | 94 Einw./km²       | 74168      | 74270        |
| Minzier          | 909 (2013)     | 8,8        | 103 Einw./km²      | 74184      | 74270        |
| Musièges         | 377 (2013)     | 3,0        | 126 Einw./km²      | 74195      | 74270        |
| Vanzy            | 315 (2013)     | 5,6        | 56 Einw./km²       | 74291      | 74270        |